# Premio del National Board of Review 1934
Los 6° Premios del National Board of Review fueron anunciados en 1934.

## 10 mejores películas
- It Happened One Night (Sucedió una noche)
- The Count of Monte Cristo (El conde de Montecristo)
- Crime Without Passion (Crimen sin pasión)
- Eskimo
- The First World War
- The Lost Patrol (La patrulla perdida)
- Lot in Sodom
- No Greater Glory (Hombres de mañana)
- The Thin Man (La cena de los acusados)
- Viva Villa!

## Mejores películas extranjeras
- Man of Aran (Hombres de Arán: Hombres y Monstruos) – Reino Unido
- Das Blaue Licht - Eine Berglegende aus des Dolomiten (La luz azul) – Alemania
- Catherine the Great (Capricho imperial)
- Madame Bovary – Francia
- The Constant Nymph (La ninfa constante) – Reino Unido

## Ganadores
Mejor película
- It Happened One Night (Sucedió una noche)

Mejor película extranjera
- Man of Aran (Hombres de Arán: Hombres y Monstruos) – Reino Unido